# Agama boensis
Espèce
Synonymes
- Agama agama boensis Monard, 1940

Statut de conservation UICN

 LC  : Préoccupation mineure
Agama boensis est une espèce de sauriens de la famille des Agamidae.

## Répartition
Cette espèce se rencontre au Sénégal, au Mali, en Guinée-Bissau et en Guinée.

## Étymologie
Son nom d'espèce, composé de bo[e] et du suffixe latin -ensis, « qui vit dans, qui habite », lui a été donné en référence au lieu de sa découverte, Boe.

## Publication originale
- Monard, 1940 : Résultats de la mission du Dr. Monard en Guinée Portugaise 1937 – 1938. Arquivos do Museu Bocage, Lisboa, vol. 11, p. 147-182.